# Křižanov (okres Písek)
Křižanov je obec v okrese Písek v Jihočeském kraji. Žije v něm 94 obyvatel.

## Historie
První písemná zmínka o vesnici pochází z roku 1431. Ves patřila nejprve pod správu rožmberských, později švamberských úředníků na Zvíkově. V roce 1570 zastavil Kryštof ze Švamberka Křižanov společně s Veselíčkem. O pět let později ves od Švamberků koupil Bohuslav Kalenický z Kalenic na Chřešťovicích. V 17. století se ves dostala jako zástava od zadlužených Kaleniců k majetku Šternberků a sdílela stejné osudy jako Veselíčko.
Sbor dobrovolných hasičů byl založen roku 1898. V roce 1930 zde žilo 246 obyvatel, bylo zde vedeno 41 popisných čísel. Pošta, fara, škola byla ve Veselíčku. Lékař a četnická stanice byla v Bernarticích.

## Obyvatelstvo
| Rok            | 1869 | 1880 | 1890 | 1900 | 1910 | 1921 | 1930 | 1950 | 1961 | 1970 | 1980 | 1991 | 2001 | 2011 | 2021 |
| -------------- | ---- | ---- | ---- | ---- | ---- | ---- | ---- | ---- | ---- | ---- | ---- | ---- | ---- | ---- | ---- |
| Počet obyvatel | 249  | 250  | 242  | 234  | 263  | 254  | 246  | 161  | 151  | 133  | 117  | 106  | 87   | 101  | 95   |
| Počet domů     | 40   | 38   | 44   | 39   | 38   | 38   | 41   | 45   | 41   | 37   | 35   | 46   | 43   | 48   | 46   |

## Obecní správa
Mezi lety 1850–1960 byl Křižanov obcí v okrese Milevsko (1850–1950) a později v okrese Písek. V letech 1960–1990 patřil jako část obce k Branicím a od 1. července 1990 je opět samostatnou obcí. V letech 1850–1890 k obci patřila Bilina.

## Pamětihodnosti
- Z drobných sakrálních památek se kromě křížů ve vsi nachází památkově chráněný morový sloup. Sloup je umístěný na jihu obce. Na hranolovém podstavci je vytesaný letopočet 1678 a nápis „IWVS“. Druhý letopočet 1903 je nejspíše rok opravy sloupu. Na vrcholu sloupu je socha Panny Marie s Ježíškem.[5] Morový sloup je chráněný jako kulturních památka.
- Památkově chráněná kaple na návsi je ze druhé 18. století a je zasvěcená Panně Marii Sepekovské.[9]Tato kaple je také chráněná jako kulturních památka.
- U komunikace do obce se nachází kamenný kříž v ohrádce rodiny Novákovy. Do soklu kříže je vsazena obdélníková deska s nápisem: „Pochválen buď Pán Ježíš Kristus! Ku cti a chvále Boží věnuje Marie Nováková. 1929“
- U křižovatky do obce ze směru od Milevska se nachází litinový kříž na kamenném podstavci.

## Pověsti
Podle pověstí byl morový sloup Panny Marie s Ježíškem v obci vztyčen po morové ráně, která tuto oblast zasáhla. Tento sloup je obrácený k druhému morovému sloupu, postavenému poblíž Milevska, u silnice do Kovářova. Sochy jsou proti sobě otočené a mají ochraňovat celou oblast, ležící mezi nimi před dalším morem.
Vzhledem k tomu, že socha je obrácena zády k vesnici, existuje další legenda, podle které byla socha původně obrácena k vesnici čelem, ale panna Maria neunesla pohled na přilehlou hospodu, tak se obrátila k vesnici zády. Hospoda již zanikla a budova neexistuje, ale socha již zůstala otočena.

## Galerie

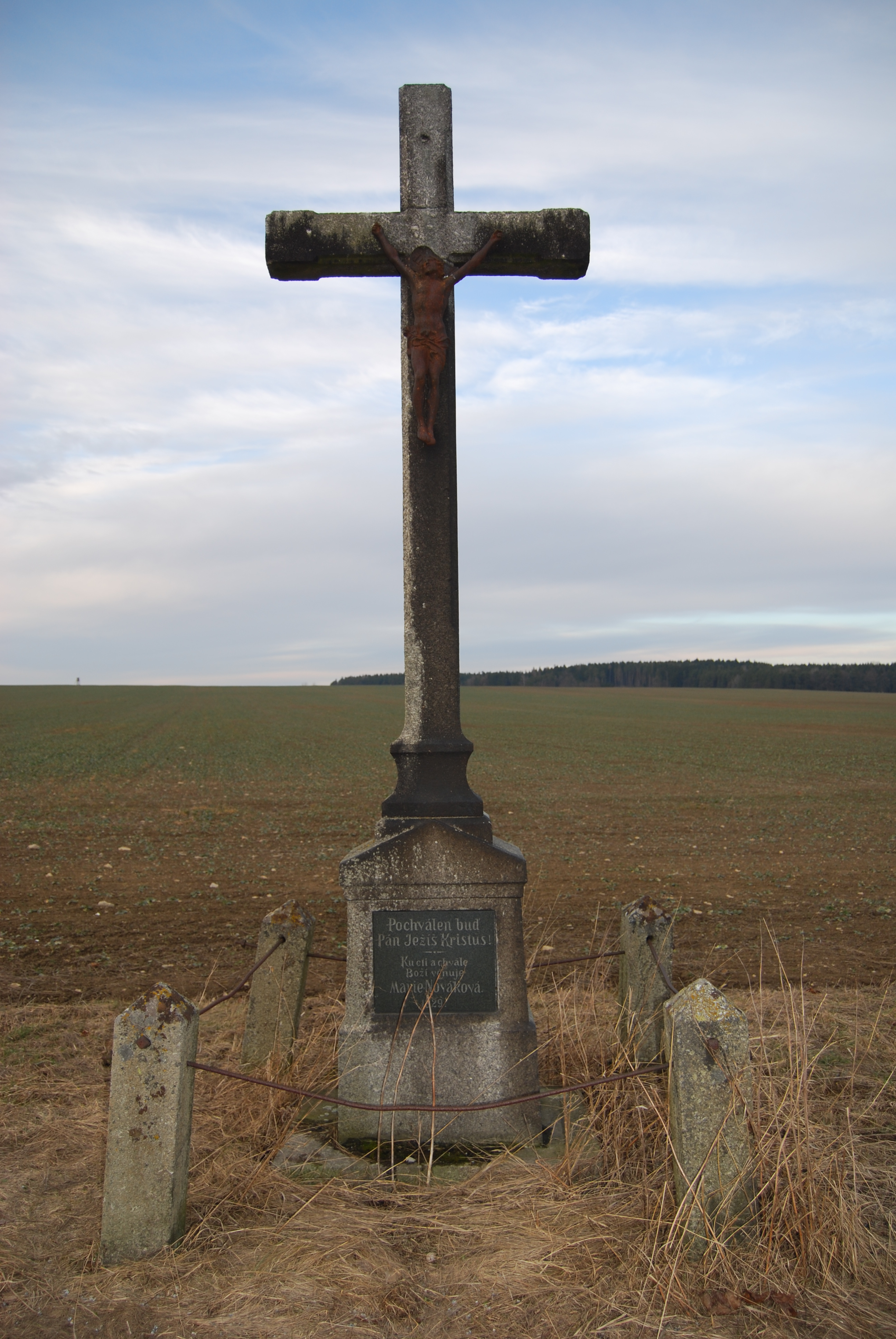
Kříž u silnice vedoucí do obce
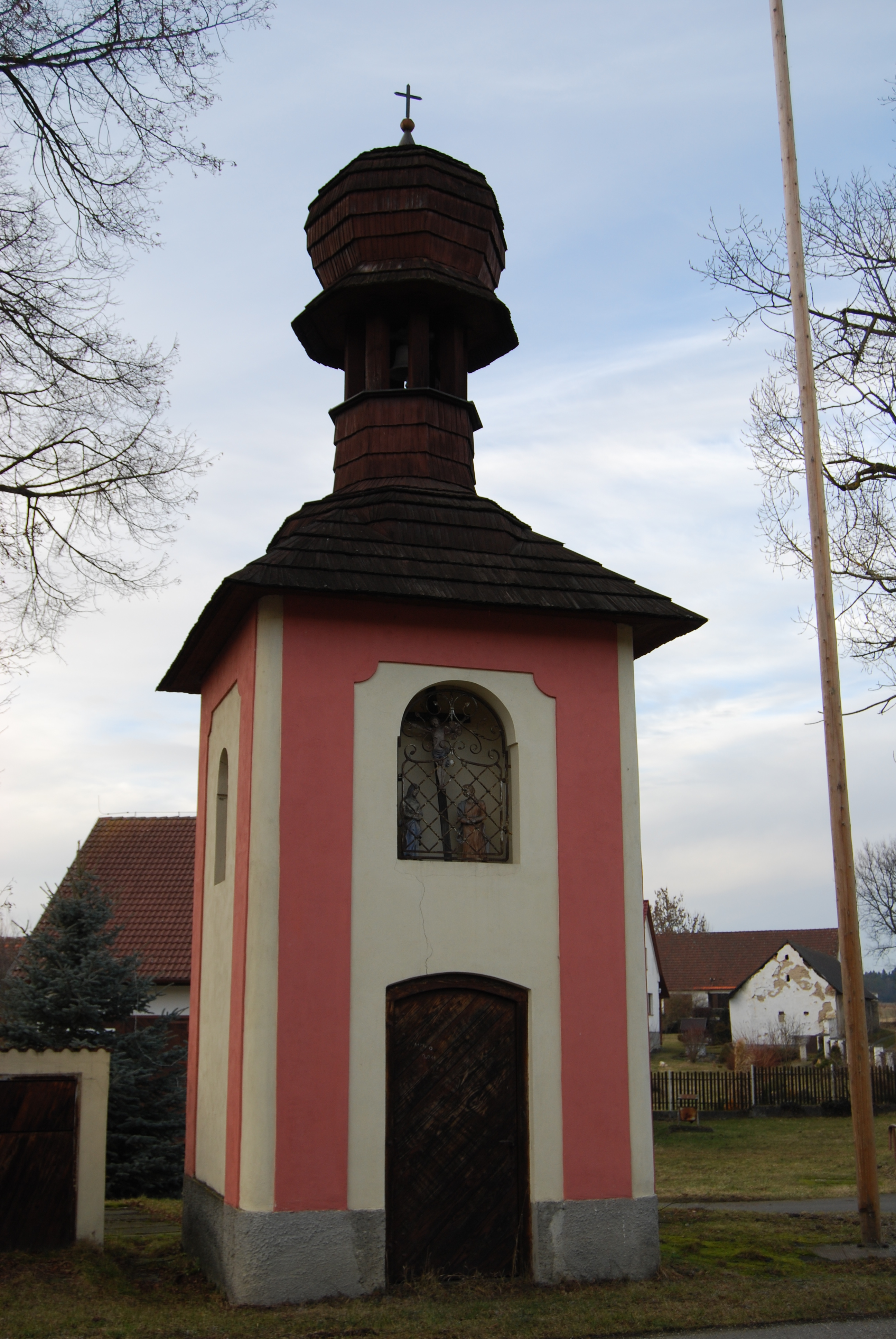
Kaple v obci
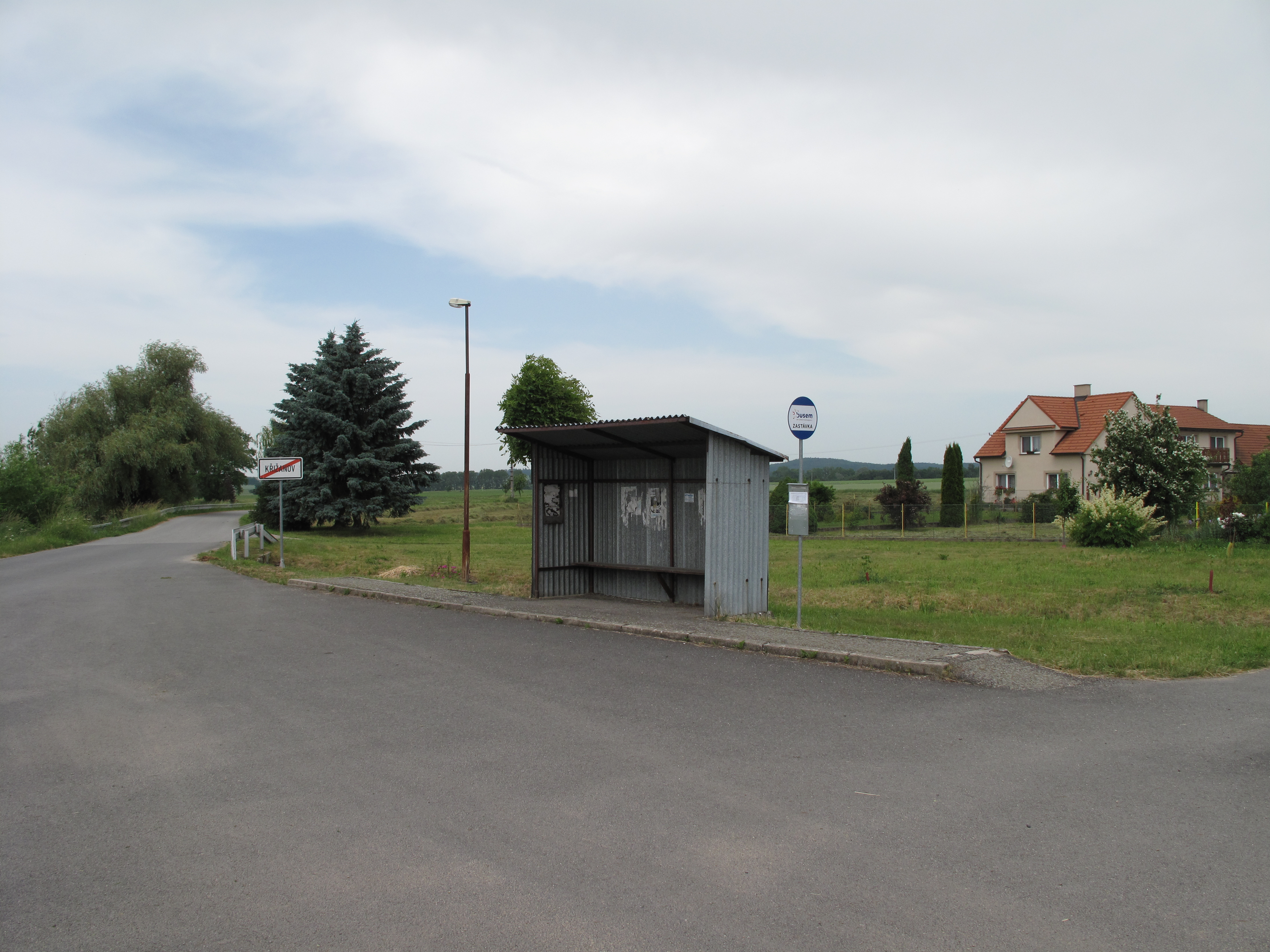
Autobusová zastávka
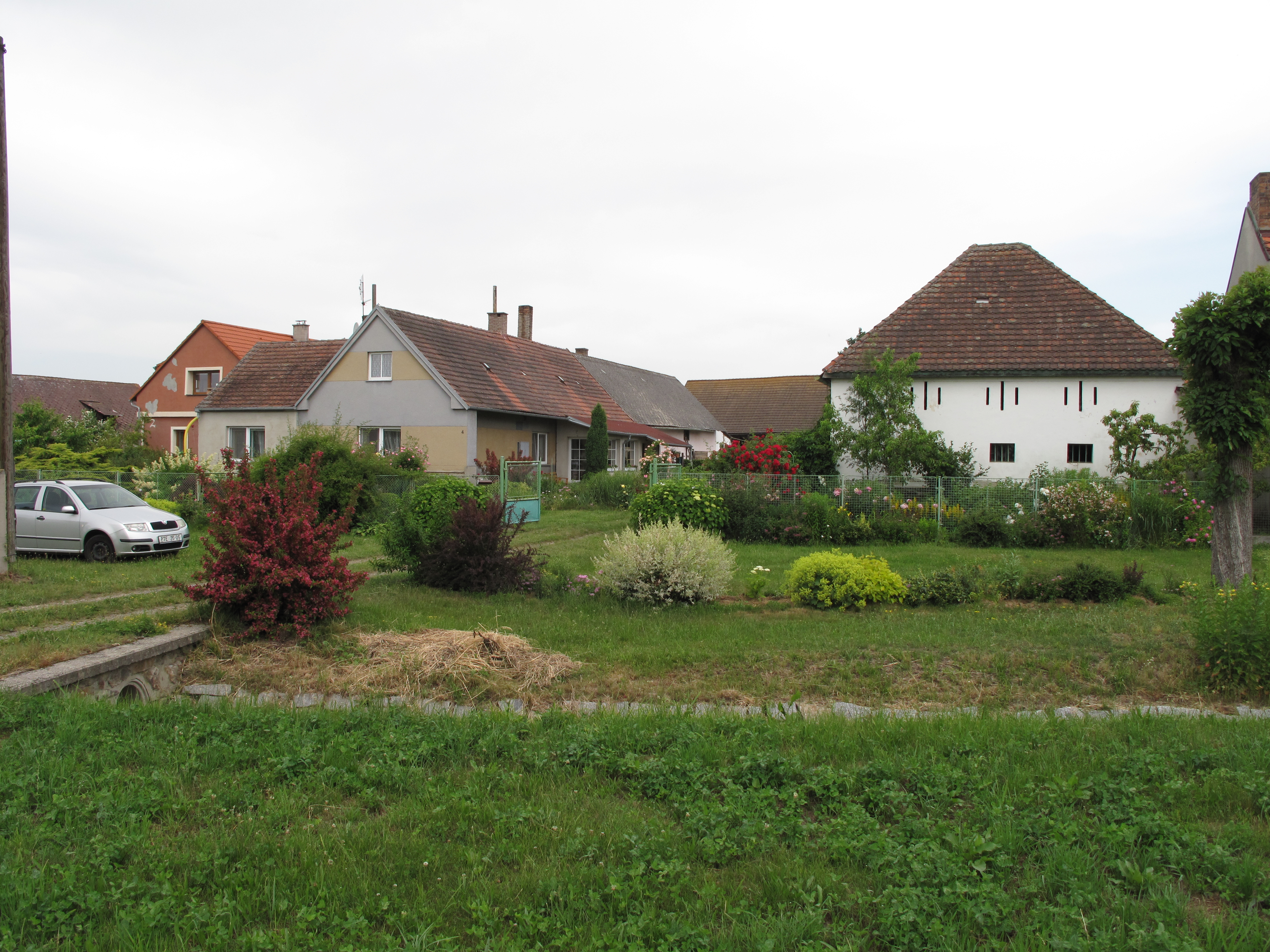
Domy